# Salvador Botella
Salvador Botella Rodrigo (Almusafes, 27 de marzo de 1929 - † Ribarroja del Turia, 17 de diciembre de 2006) "el Xiquet de Benifaió" como se le apodaba en los medios deportivos y periodísticos de su época nació en Almusafes, pero a los pocos meses sus padres se mudaron a Benifayó, por este motivo y el hecho de que Botella siempre se sintió de Benifayó es por lo que algunas fuentes lo citan como su lugar natal. Fue un ciclista español, profesional entre 1953 y 1962, cuyos mayores éxitos deportivos los obtuvo en el Giro de Italia, donde además de lograr dos victorias de etapa fue el primer ciclista español en ser líder de la gran ronda italiana al vestir la maglia rossa en la edición de 1958; en la Vuelta a España donde obtendría una victoria de etapa, lució el maillot de líder durante una etapa y se proclamaría en una ocasión vencedor de la clasificación por puntos, y en la Vuelta a Cataluña vencedor en dos ocasiones.

## Palmarés
| 1949 - 1 etapa Vuelta a Levante 1953 - Volta a Cataluña , más 1 etapa 1954 - Vuelta a Levante y 1 etapa - 1 etapa de la Bicicleta Eibarresa 1955 - Trofeo Jaumendreu - 1 etapa en la Vuelta a Andalucía - 1 etapa en el Tour de los Pirineos - 1 etapa de la Volta a Cataluña 1956 - Vuelta a Mallorca - 1 etapa en la Bicicleta Eibarresa 1957 - 1 etapa en la Volta a Cataluña - 2 etapas de la Vuelta a Levante - 2 etapas de la Vuelta a La Rioja | 1958 - 1 etapa en el Giro de Italia - Clasificación por puntos en la Vuelta a España - 2.º Campeonato de España de ciclismo en ruta 1959 - Volta a Cataluña 1960 - 1 etapa en la Vuelta a España - 1 etapa en el Giro de Italia 1961 - Vuelta a Levante - 2 etapas en la Vuelta a Andalucía 1962 - 1 etapa Vuelta a Levante |

## Resultados en Grandes Vueltas
Durante su carrera deportiva ha conseguido los siguientes puestos en las Grandes Vueltas:
| Carrera         | 1954 | 1955 | 1956 | 1957 | 1958 | 1959 | 1960 | 1961 |
| --------------- | ---- | ---- | ---- | ---- | ---- | ---- | ---- | ---- |
| Giro de Italia  | 45.º | 8.º  | Ab.  | Ab.  | 15º  | -    | 29º  | Ab.  |
| Tour de Francia | 54.º | Ab.  | 65º  | -    | Ab.  | -    | -    | -    |
| Vuelta a España | X    | 11º  | Ab.  | 10º  | 14º  | 24º  | 7º   | 14º  |
| Mundial en Ruta | -    | Ab.  | Ab.  | 35º  | -    | 33º  | -    | Ab.  |

## Trayectoria como directivo
Director Técnico de los equipos ciclistas: Licor 43 (1964) y Pepsi-cola (1969).
Fue presidente de la Federación Valenciana de Ciclismo entre 1966 y 1979, y vicepresidente de la española